# Liste der Nummer-eins-Hits in den USA (1961)
Dies ist eine Liste der Nummer-eins-Hits in den von Billboard ermittelten Charts in den USA (Hot 100) im Jahr 1961. In diesem Jahr gab es 22 Nummer-eins-Singles und 14 Nummer-eins-Alben.

## Singles
| ← 1960 ← | Liste der Nummer-eins-Hits in den USA | Liste der Nummer-eins-Hits in den USA               | Liste der Nummer-eins-Hits in den USA                                              | 1962 →                    |
| \| Zeitraum \| Wo. ges. \| Interpret \| Titel Autor(en) \| Zusätzliche Informationen \| \| (Zeitraum, Wochen auf Platz eins, Interpret, Titel, Autor[en], zusätzliche Informationen) \| \| \| \| \| \| ----------------------------------------------------------------------------------------- \| -------- \| --------------------------------------------------- \| -------------------------------------------------------------------------------------- \| ------------------------- \| \| 26. Dezember 1960 – 8. Januar 1961 2 Wochen (insgesamt 6) \| 6 \| Elvis Presley with The Jordanaires \| Are You Lonesome Tonight?[1] Lou Handman, Roy Turk \| - \| \| 9. Januar 1961 – 29. Januar 1961 3 Wochen (insgesamt 3) \| 3 \| Bert Kaempfert & his Orchestra with Charly Tabor \| Wonderland by Night (Wunderland bei Nacht)[2] Klaus Günter Neumann \| - \| \| 30. Januar 1961 – 12. Februar 1961 2 Wochen (insgesamt 2) \| 2 \| The Shirelles \| Will You Love Me Tomorrow[3] Carole King, Gerry Goffin \| - \| \| 13. Februar 1961 – 26. Februar 1961 2 Wochen (insgesamt 2) \| 2 \| Lawrence Welk & His Orchestra feat. Frank Scott \| Calcutta[4] Heino Gaze \| - \| \| 27. Februar 1961 – 19. März 1961 3 Wochen (insgesamt 3) \| 3 \| Chubby Checker \| Pony Time[5] Don Covay, John Berry \| - \| \| 20. März 1961 – 2. April 1961 2 Wochen (insgesamt 2) \| 2 \| Elvis Presley with The Jordanaires \| Surrender[6] Doc Pomus, Mort Shuman \| - \| \| 3. April 1961 – 23. April 1961 3 Wochen (insgesamt 3) \| 3 \| The Marcels \| Blue Moon[7] Richard Rodgers, Lorenz Hart \| - \| \| 24. April 1961 – 21. Mai 1961 4 Wochen (insgesamt 4) \| 4 \| Del Shannon \| Runaway[8] Del Shannon, Max Crook \| - \| \| 22. Mai 1961 – 28. Mai 1961 1 Woche (insgesamt 1) \| 1 \| Ernie K-Doe \| Mother-In-Law[9] Allen Toussaint \| - \| \| 29. Mai 1961 – 4. Juni 1961 1 Woche (insgesamt 2) \| 2 \| Ricky Nelson \| Travelin’ Man[10] Jerry Fuller \| - \| \| 5. Juni 1961 – 11. Juni 1961 1 Woche (insgesamt 1) \| 1 \| Roy Orbison with Bob Moore & His Orchestra & Chorus \| Running Scared[11] Roy Orbison, Joe Melson \| - \| \| 12. Juni 1961 – 18. Juni 1961 1 Woche (insgesamt 2) \| 2 \| Ricky Nelson \| Travelin’ Man Jerry Fuller \| - \| \| 19. Juni 1961 – 25. Juni 1961 1 Woche (insgesamt 1) \| 1 \| Pat Boone \| Moody River[12] Gary Bruce \| - \| \| 26. Juni 1961 – 9. Juli 1961 2 Wochen (insgesamt 2) \| 2 \| Gary U. S. Bonds \| Quarter to Three[13] Frank Guida, Gary Anderson, Gene Barge, Joseph Royster \| - \| \| 10. Juli 1961 – 27. August 1961 7 Wochen (insgesamt 7) \| 7 \| Bobby Lewis with Joe Rene & His Orchestra \| Tossin’ and Turnin’[14] Malou Rene, Ritchie Adams \| - \| \| 28. August 1961 – 3. September 1961 1 Woche (insgesamt 1) \| 1 \| Joe Dowell \| Wooden Heart[15] Ben Weisman, Bert Kaempfert, Fred Wise, Kay Twomey \| - \| \| 4. September 1961 – 17. September 1961 2 Wochen (insgesamt 2) \| 2 \| The Highwaymen \| Michael[16] Dave Fisher \| - \| \| 18. September 1961 – 8. Oktober 1961 3 Wochen (insgesamt 3) \| 3 \| Bobby Vee with The Johnny Mann Singers \| Take Good Care of My Baby[17] Carole King, Gerry Goffin \| - \| \| 9. Oktober 1961 – 22. Oktober 1961 2 Wochen (insgesamt 2) \| 2 \| Ray Charles & His Orchestra \| Hit the Road Jack[18] Percy Mayfield \| - \| \| 23. Oktober 1961 – 5. November 1961 2 Wochen (insgesamt 2) \| 2 \| Dion \| Runaround Sue[19] Dion DiMucci, Ernie Maresca \| - \| \| 6. November 1961 – 10. Dezember 1961 5 Wochen (insgesamt 5) \| 5 \| Jimmy Dean \| Big Bad John[20] Jimmy Dean \| - \| \| 11. Dezember 1961 – 17. Dezember 1961 1 Woche (insgesamt 1) \| 1 \| The Marvelettes \| Please Mr. Postman[21] Georgia Dobbins, William Garrett, Brian Holland, Robert Bateman \| - \| \| 18. Dezember 1961 – 12. Januar 1962 3 Wochen (insgesamt 3) \| 3 \| The Tokens with Sammy Lowe & His Orchestra \| The Lion Sleeps Tonight[22] George David Weiss, Hugo Peretti, Luigi Creatore \| - \| |                                       |                                                     |                                                                                    |                           |
| ← 1960 |                                       |                                                     |                                                                                    | → 1962 →                  |
| Zeitraum | Wo. ges.                              | Interpret                                           | Titel Autor(en)                                                                    | Zusätzliche Informationen |
| (Zeitraum, Wochen auf Platz eins, Interpret, Titel, Autor[en], zusätzliche Informationen) |                                       |                                                     |                                                                                    |                           |
| 26. Dezember 1960 – 8. Januar 1961 2 Wochen (insgesamt 6) | 6                                     | Elvis Presley with The Jordanaires                  | Are You Lonesome Tonight? Lou Handman, Roy Turk                                    | -                         |
| 9. Januar 1961 – 29. Januar 1961 3 Wochen (insgesamt 3) | 3                                     | Bert Kaempfert & his Orchestra with Charly Tabor    | Wonderland by Night (Wunderland bei Nacht) Klaus Günter Neumann                    | -                         |
| 30. Januar 1961 – 12. Februar 1961 2 Wochen (insgesamt 2) | 2                                     | The Shirelles                                       | Will You Love Me Tomorrow Carole King, Gerry Goffin                                | -                         |
| 13. Februar 1961 – 26. Februar 1961 2 Wochen (insgesamt 2) | 2                                     | Lawrence Welk & His Orchestra feat. Frank Scott     | Calcutta Heino Gaze                                                                | -                         |
| 27. Februar 1961 – 19. März 1961 3 Wochen (insgesamt 3) | 3                                     | Chubby Checker                                      | Pony Time Don Covay, John Berry                                                    | -                         |
| 20. März 1961 – 2. April 1961 2 Wochen (insgesamt 2) | 2                                     | Elvis Presley with The Jordanaires                  | Surrender Doc Pomus, Mort Shuman                                                   | -                         |
| 3. April 1961 – 23. April 1961 3 Wochen (insgesamt 3) | 3                                     | The Marcels                                         | Blue Moon Richard Rodgers, Lorenz Hart                                             | -                         |
| 24. April 1961 – 21. Mai 1961 4 Wochen (insgesamt 4) | 4                                     | Del Shannon                                         | Runaway Del Shannon, Max Crook                                                     | -                         |
| 22. Mai 1961 – 28. Mai 1961 1 Woche (insgesamt 1) | 1                                     | Ernie K-Doe                                         | Mother-In-Law Allen Toussaint                                                      | -                         |
| 29. Mai 1961 – 4. Juni 1961 1 Woche (insgesamt 2) | 2                                     | Ricky Nelson                                        | Travelin’ Man Jerry Fuller                                                         | -                         |
| 5. Juni 1961 – 11. Juni 1961 1 Woche (insgesamt 1) | 1                                     | Roy Orbison with Bob Moore & His Orchestra & Chorus | Running Scared Roy Orbison, Joe Melson                                             | -                         |
| 12. Juni 1961 – 18. Juni 1961 1 Woche (insgesamt 2) | 2                                     | Ricky Nelson                                        | Travelin’ Man Jerry Fuller                                                         | -                         |
| 19. Juni 1961 – 25. Juni 1961 1 Woche (insgesamt 1) | 1                                     | Pat Boone                                           | Moody River Gary Bruce                                                             | -                         |
| 26. Juni 1961 – 9. Juli 1961 2 Wochen (insgesamt 2) | 2                                     | Gary U. S. Bonds                                    | Quarter to Three Frank Guida, Gary Anderson, Gene Barge, Joseph Royster            | -                         |
| 10. Juli 1961 – 27. August 1961 7 Wochen (insgesamt 7) | 7                                     | Bobby Lewis with Joe Rene & His Orchestra           | Tossin’ and Turnin’ Malou Rene, Ritchie Adams                                      | -                         |
| 28. August 1961 – 3. September 1961 1 Woche (insgesamt 1) | 1                                     | Joe Dowell                                          | Wooden Heart Ben Weisman, Bert Kaempfert, Fred Wise, Kay Twomey                    | -                         |
| 4. September 1961 – 17. September 1961 2 Wochen (insgesamt 2) | 2                                     | The Highwaymen                                      | Michael Dave Fisher                                                                | -                         |
| 18. September 1961 – 8. Oktober 1961 3 Wochen (insgesamt 3) | 3                                     | Bobby Vee with The Johnny Mann Singers              | Take Good Care of My Baby Carole King, Gerry Goffin                                | -                         |
| 9. Oktober 1961 – 22. Oktober 1961 2 Wochen (insgesamt 2) | 2                                     | Ray Charles & His Orchestra                         | Hit the Road Jack Percy Mayfield                                                   | -                         |
| 23. Oktober 1961 – 5. November 1961 2 Wochen (insgesamt 2) | 2                                     | Dion                                                | Runaround Sue Dion DiMucci, Ernie Maresca                                          | -                         |
| 6. November 1961 – 10. Dezember 1961 5 Wochen (insgesamt 5) | 5                                     | Jimmy Dean                                          | Big Bad John Jimmy Dean                                                            | -                         |
| 11. Dezember 1961 – 17. Dezember 1961 1 Woche (insgesamt 1) | 1                                     | The Marvelettes                                     | Please Mr. Postman Georgia Dobbins, William Garrett, Brian Holland, Robert Bateman | -                         |
| 18. Dezember 1961 – 12. Januar 1962 3 Wochen (insgesamt 3) | 3                                     | The Tokens with Sammy Lowe & His Orchestra          | The Lion Sleeps Tonight George David Weiss, Hugo Peretti, Luigi Creatore           | -                         |

## Alben

### Mono
| ← 1960 ← | Liste der Nummer-eins-Alben in den USA | Liste der Nummer-eins-Alben in den USA | Liste der Nummer-eins-Alben in den USA    | 1962 →                    |
| \| Zeitraum \| Wo. ges. \| Interpret \| Titel \| Zusätzliche Informationen \| \| (Zeitraum, Wochen auf Platz eins, Interpret, Titel, zusätzliche Informationen) \| \| \| \| \| \| ------------------------------------------------------------------------------ \| -------- \| ------------------------------------ \| --------------------------------------------- \| ------------------------- \| \| 26. Dezember 1960 – 8. Januar 1961 2 Wochen (insgesamt 7) \| 7 \| Elvis Presley \| G.I. Blues[23] \| - \| \| 9. Januar 1961 – 15. Januar 1961 1 Woche (insgesamt 2) \| 2 \| Frank Sinatra \| Nice ’n’ Easy[24] \| - \| \| 16. Januar 1961 – 22. Januar 1961 1 Woche (insgesamt 1) \| 1 \| Bob Newhart \| The Button-Down Mind Strikes Back![25] \| - \| \| 23. Januar 1961 – 12. Februar 1961 3 Wochen (insgesamt 5) \| 5 \| Bert Kaempfert & his Orchestra \| Wonderland by Night[26] \| - \| \| 13. Februar 1961 – 19. Februar 1961 1 Woche (insgesamt 3) \| 3 \| Ernest Gold & The Sinfonia Of London \| Exodus (An Original Soundtrack Recording)[27] \| - \| \| 20. Februar 1961 – 5. März 1961 2 Wochen (insgesamt 5) \| 5 \| Bert Kaempfert & his Orchestra \| Wonderland by Night \| - \| \| 6. März 1961 – 19. März 1961 2 Wochen (insgesamt 3) \| 3 \| Ernest Gold & The Sinfonia Of London \| Exodus (An Original Soundtrack Recording) \| - \| \| 20. März 1961 – 9. April 1961 3 Wochen (insgesamt 8) \| 8 \| Lawrence Welk \| Calcutta![28] \| - \| \| 10. April 1961 – 16. April 1961 1 Woche (insgesamt 7) \| 7 \| Elvis Presley \| G.I. Blues \| - \| \| 17. April 1961 – 21. Mai 1961 5 Wochen (insgesamt 8) \| 8 \| Lawrence Welk \| Calcutta! \| - \| \| 22. Mai 1961 – 11. Juni 1961 3 Wochen (insgesamt 7) \| 7 \| Elvis Presley \| G.I. Blues \| - \| \| 12. Juni 1961 – 23. Juli 1961 6 Wochen (insgesamt 6) \| 6 \| Original Broadway Cast \| Camelot[29] \| - \| \| 24. Juli 1961 – 30. Juli 1961 1 Woche (insgesamt 1) \| 1 \| Original Broadway Cast \| Carnival[30] \| - \| \| 31. Juli 1961 – 27. August 1961 4 Wochen (insgesamt 4) \| 4 \| Various Artists \| Stars for a Summer Night[31] \| - \| \| 28. August 1961 – 17. September 1961 3 Wochen (insgesamt 3) \| 3 \| Elvis Presley \| Something for Everybody[32] \| - \| \| 18. September 1961 – 17. Dezember 1961 13 Wochen (insgesamt 13) \| 13 \| Judy Garland \| Judy at Carnegie Hall – Judy in Person[33] \| - \| \| 18. Dezember 1961 – 31. Dezember 1961 2 Wochen (insgesamt 2) \| 2 \| Elvis Presley \| Blue Hawaii[34] \| - \| |                                        |                                        |                                           |                           |
| ← 1960 |                                        |                                        |                                           | → 1962 →                  |
| Zeitraum | Wo. ges.                               | Interpret                              | Titel                                     | Zusätzliche Informationen |
| (Zeitraum, Wochen auf Platz eins, Interpret, Titel, zusätzliche Informationen) |                                        |                                        |                                           |                           |
| 26. Dezember 1960 – 8. Januar 1961 2 Wochen (insgesamt 7) | 7                                      | Elvis Presley                          | G.I. Blues                                | -                         |
| 9. Januar 1961 – 15. Januar 1961 1 Woche (insgesamt 2) | 2                                      | Frank Sinatra                          | Nice ’n’ Easy                             | -                         |
| 16. Januar 1961 – 22. Januar 1961 1 Woche (insgesamt 1) | 1                                      | Bob Newhart                            | The Button-Down Mind Strikes Back!        | -                         |
| 23. Januar 1961 – 12. Februar 1961 3 Wochen (insgesamt 5) | 5                                      | Bert Kaempfert & his Orchestra         | Wonderland by Night                       | -                         |
| 13. Februar 1961 – 19. Februar 1961 1 Woche (insgesamt 3) | 3                                      | Ernest Gold & The Sinfonia Of London   | Exodus (An Original Soundtrack Recording) | -                         |
| 20. Februar 1961 – 5. März 1961 2 Wochen (insgesamt 5) | 5                                      | Bert Kaempfert & his Orchestra         | Wonderland by Night                       | -                         |
| 6. März 1961 – 19. März 1961 2 Wochen (insgesamt 3) | 3                                      | Ernest Gold & The Sinfonia Of London   | Exodus (An Original Soundtrack Recording) | -                         |
| 20. März 1961 – 9. April 1961 3 Wochen (insgesamt 8) | 8                                      | Lawrence Welk                          | Calcutta!                                 | -                         |
| 10. April 1961 – 16. April 1961 1 Woche (insgesamt 7) | 7                                      | Elvis Presley                          | G.I. Blues                                | -                         |
| 17. April 1961 – 21. Mai 1961 5 Wochen (insgesamt 8) | 8                                      | Lawrence Welk                          | Calcutta!                                 | -                         |
| 22. Mai 1961 – 11. Juni 1961 3 Wochen (insgesamt 7) | 7                                      | Elvis Presley                          | G.I. Blues                                | -                         |
| 12. Juni 1961 – 23. Juli 1961 6 Wochen (insgesamt 6) | 6                                      | Original Broadway Cast                 | Camelot                                   | -                         |
| 24. Juli 1961 – 30. Juli 1961 1 Woche (insgesamt 1) | 1                                      | Original Broadway Cast                 | Carnival                                  | -                         |
| 31. Juli 1961 – 27. August 1961 4 Wochen (insgesamt 4) | 4                                      | Various Artists                        | Stars for a Summer Night                  | -                         |
| 28. August 1961 – 17. September 1961 3 Wochen (insgesamt 3) | 3                                      | Elvis Presley                          | Something for Everybody                   | -                         |
| 18. September 1961 – 17. Dezember 1961 13 Wochen (insgesamt 13) | 13                                     | Judy Garland                           | Judy at Carnegie Hall – Judy in Person    | -                         |
| 18. Dezember 1961 – 31. Dezember 1961 2 Wochen (insgesamt 2) | 2                                      | Elvis Presley                          | Blue Hawaii                               | -                         |

### Stereo
| ← 1960 ← | Liste der Nummer-eins-Alben in den USA | Liste der Nummer-eins-Alben in den USA | Liste der Nummer-eins-Alben in den USA    | 1962 →                    |
| \| Zeitraum \| Wo. ges. \| Interpret \| Titel \| Zusätzliche Informationen \| \| (Zeitraum, Wochen auf Platz eins, Interpret, Titel, zusätzliche Informationen) \| \| \| \| \| \| ------------------------------------------------------------------------------ \| -------- \| ------------------------------------ \| ----------------------------------------- \| ------------------------- \| \| 26. Dezember 1960 – 8. Januar 1961 2 Wochen (insgesamt 11) \| 11 \| The Kingston Trio \| String Along[35] \| - \| \| 9. Januar 1961 – 29. Januar 1961 3 Wochen (insgesamt 7) \| 7 \| Elvis Presley \| G.I. Blues \| - \| \| 30. Januar 1961 – 19. März 1961 7 Wochen (insgesamt 14) \| 14 \| Ernest Gold & The Sinfonia Of London \| Exodus (An Original Soundtrack Recording) \| - \| \| 20. März 1961 – 28. Mai 1961 10 Wochen (insgesamt 11) \| 11 \| Lawrence Welk \| Calcutta! \| - \| \| 29. Mai 1961 – 4. Juni 1961 1 Woche (insgesamt 14) \| 14 \| Ernest Gold & The Sinfonia Of London \| Exodus (An Original Soundtrack Recording) \| - \| \| 5. Juni 1961 – 11. Juni 1961 1 Woche (insgesamt 11) \| 11 \| Lawrence Welk \| Calcutta! \| - \| \| 12. Juni 1961 – 23. Juli 1961 6 Wochen (insgesamt 14) \| 14 \| Ernest Gold & The Sinfonia Of London \| Exodus (An Original Soundtrack Recording) \| - \| \| 24. Juli 1961 – 24. September 1961 9 Wochen (insgesamt 9) \| 9 \| Various Artists \| Stars for a Summer Night \| - \| \| 25. September 1961 – 26. November 1961 9 Wochen (insgesamt 9) \| 9 \| Judy Garland \| Judy at Carnegie Hall – Judy in Person \| - \| \| 27. November 1961 – 31. Dezember 1961 5 Wochen (insgesamt 5) \| 5 \| Enoch Light & His Orchestra \| Sound 35/MM[36] \| - \| |                                        |                                        |                                           |                           |
| ← 1960 |                                        |                                        |                                           | → 1962 →                  |
| Zeitraum | Wo. ges.                               | Interpret                              | Titel                                     | Zusätzliche Informationen |
| (Zeitraum, Wochen auf Platz eins, Interpret, Titel, zusätzliche Informationen) |                                        |                                        |                                           |                           |
| 26. Dezember 1960 – 8. Januar 1961 2 Wochen (insgesamt 11) | 11                                     | The Kingston Trio                      | String Along                              | -                         |
| 9. Januar 1961 – 29. Januar 1961 3 Wochen (insgesamt 7) | 7                                      | Elvis Presley                          | G.I. Blues                                | -                         |
| 30. Januar 1961 – 19. März 1961 7 Wochen (insgesamt 14) | 14                                     | Ernest Gold & The Sinfonia Of London   | Exodus (An Original Soundtrack Recording) | -                         |
| 20. März 1961 – 28. Mai 1961 10 Wochen (insgesamt 11) | 11                                     | Lawrence Welk                          | Calcutta!                                 | -                         |
| 29. Mai 1961 – 4. Juni 1961 1 Woche (insgesamt 14) | 14                                     | Ernest Gold & The Sinfonia Of London   | Exodus (An Original Soundtrack Recording) | -                         |
| 5. Juni 1961 – 11. Juni 1961 1 Woche (insgesamt 11) | 11                                     | Lawrence Welk                          | Calcutta!                                 | -                         |
| 12. Juni 1961 – 23. Juli 1961 6 Wochen (insgesamt 14) | 14                                     | Ernest Gold & The Sinfonia Of London   | Exodus (An Original Soundtrack Recording) | -                         |
| 24. Juli 1961 – 24. September 1961 9 Wochen (insgesamt 9) | 9                                      | Various Artists                        | Stars for a Summer Night                  | -                         |
| 25. September 1961 – 26. November 1961 9 Wochen (insgesamt 9) | 9                                      | Judy Garland                           | Judy at Carnegie Hall – Judy in Person    | -                         |
| 27. November 1961 – 31. Dezember 1961 5 Wochen (insgesamt 5) | 5                                      | Enoch Light & His Orchestra            | Sound 35/MM                               | -                         |